# Tullio Fanelli
Tullio Fanelli (Foggia, 25 dicembre 1956) è un ingegnere e politico italiano.

## Biografia
Laureato con lode in Ingegneria Nucleare presso l'Università di Roma - La Sapienza nel 1981.
Ha lavorato con ruoli dirigenziali all'ENEA e al Ministero delle Attività Produttive, dal 2003 al 2011 è membro dell'Autorità per l'energia elettrica e il gas.
È stato insignito dell'onorificenza dell'Ordine al Merito della Repubblica Italiana, Cavaliere di Gran Croce
Il 29 novembre 2011 viene nominato Sottosegretario di Stato al Ministero dell'Ambiente e della Tutela del Territorio e del Mare sotto il Ministro Corrado Clini nel Governo Monti; rimane in carica fino al termine dell'esecutivo, il 28 aprile 2013.